# Uvulitis

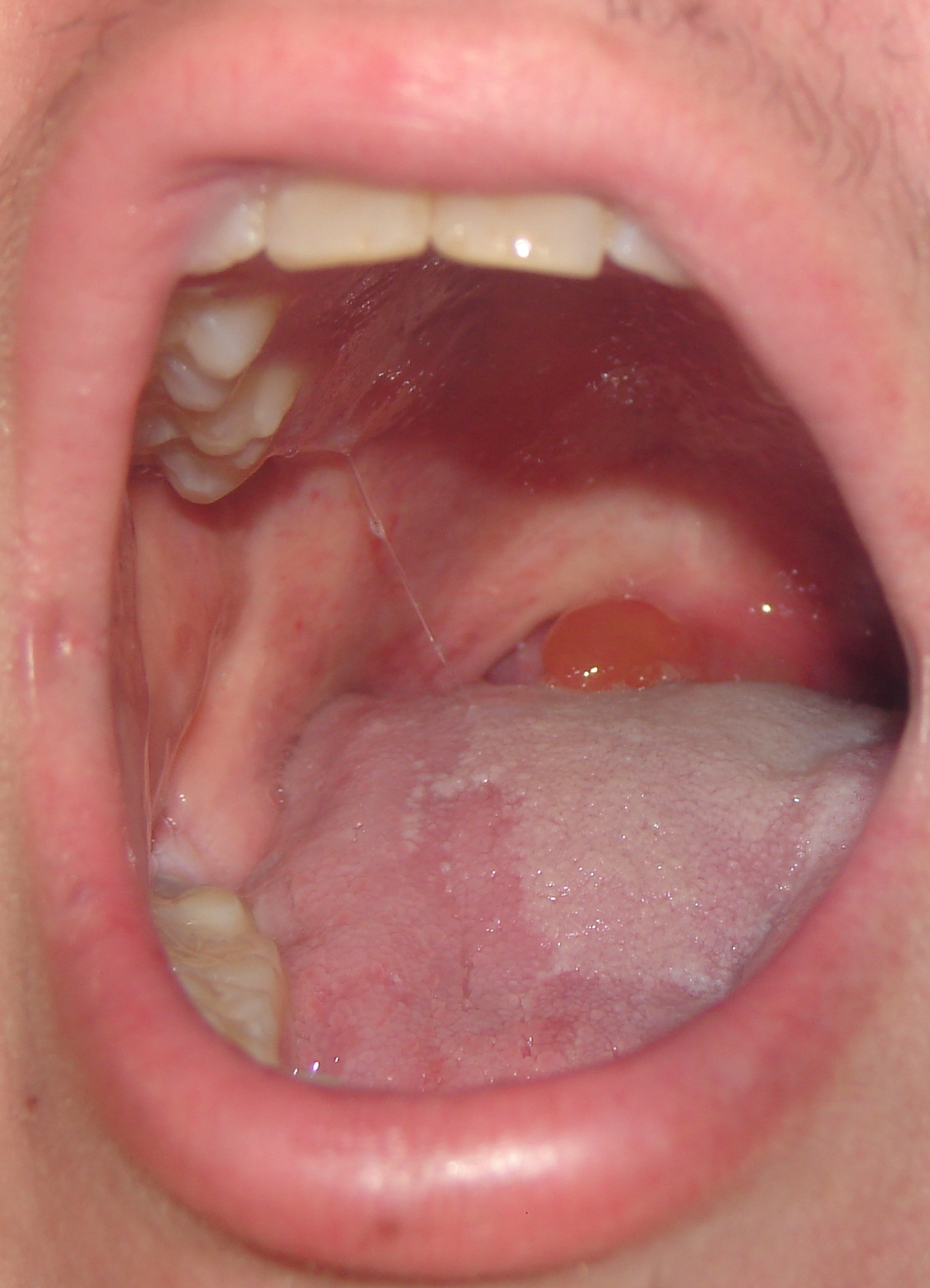
Oranje en gezwollen huig die op de tong "ligt"; typische symptomen van uvulitis.

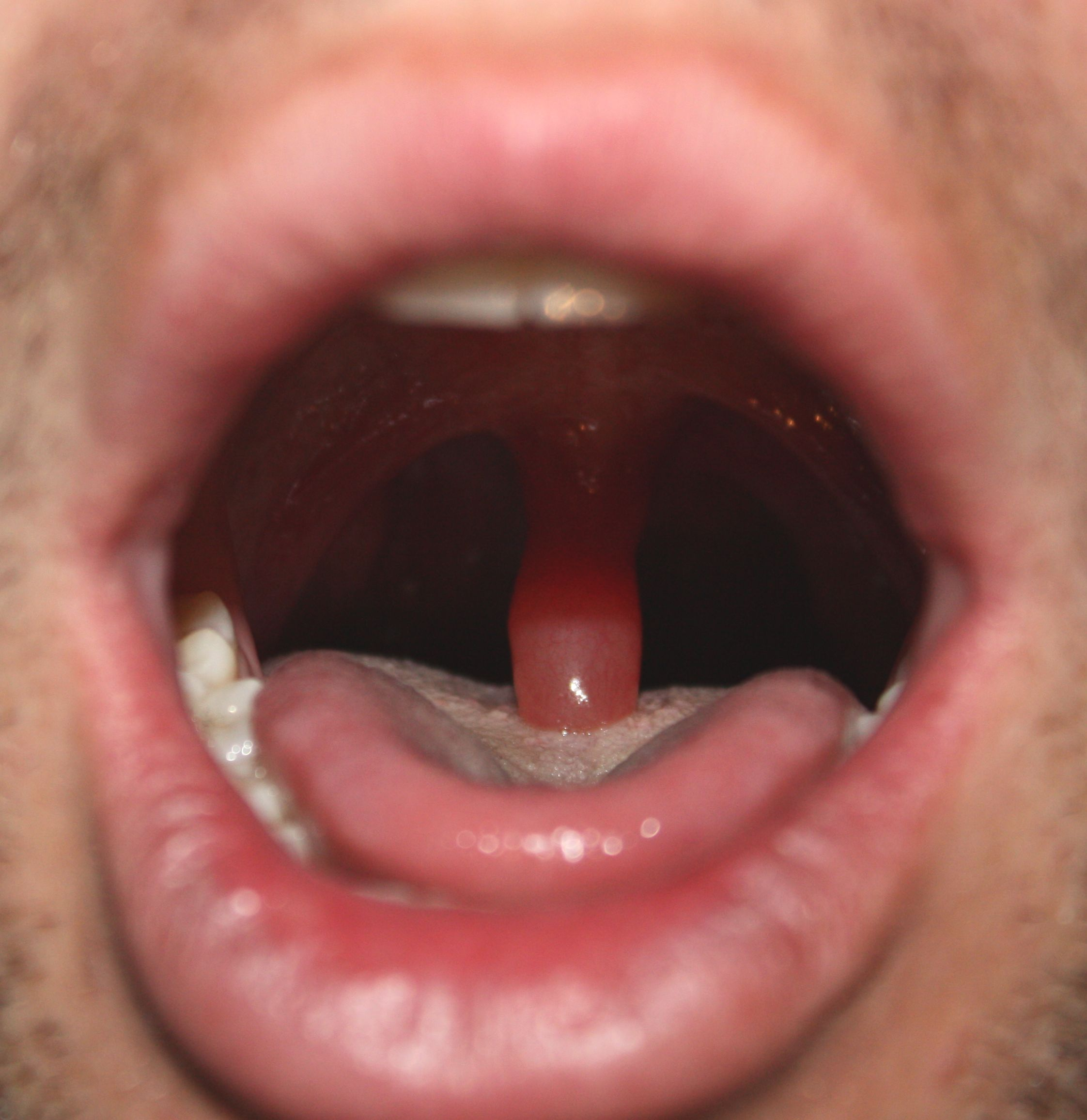
Heftige uvulitis met extreem gezwollen huig.

Uvulitis is de  gebruikelijke term voor een aandoening in het KNO-gebied waarbij de huig is ontstoken en opgezwollen.

## Oorzaken
Net als veel andere aandoeningen in het KNO-gebied wordt uvulitis veelal veroorzaakt door virussen en bepaalde bacteriën, zoals streptokokken. Vaak treedt de aandoening op in combinatie met andere aandoeningen in het maag-darmstelsel of het luchtwegstelsel, zoals faryngitis, stomatitis of heel soms epiglottitis. Uvulitis kan ook een allergische reactie zijn op bijvoorbeeld tabak of hasjiesj, of op chemische stoffen. Bij kinderen houdt de aandoening soms verband met de ziekte van Kawasaki.

## Kenmerken
De huig ziet veelal glazig of gekleurd (oranje), kan wel 3 tot 5 keer zo groot worden als normaal en blokkeert daardoor vaak de verbinding van de mondholte met het gebied erachter, de orofarynx. 
De ziekte is op zich vrij onschuldig en duurt meestal niet langer dan 1 of 2 dagen. De symptomen zijn echter onaangenaam; vaak heeft de patiënt een gevoel van verstikking, doordat de huig rechtstreeks in contact komt met de tong of met de achterste keelwand. Dit kan tevens angstgevoelens oproepen bij de patiënt.

## Behandeling
De symptomen kunnen bijvoorbeeld worden bestreden met een aerosol of met pijnstillers. In geval van een allergische reactie kan een injectie met adrenaline ter bestrijding worden toegediend. Opname in het ziekenhuis is slechts zelden nodig. 